# Ekonomska i trgovačka škola Dubrovnik
Ekonomska i trgovačka škola Dubrovnik, srednja škola u Dubrovniku. Ima četverogodišnje smjerove upravni referent, ekonomist, komercijalist i poslovni tajnik, web-dizajner (2023./24.) te trogodišnji smjer prodavač. Onima koji završe smjer prodavač nudi se prilika završiti četvrtu godinu smjera komercijalist i tako dobiti i to zvanje i mogućnost ići na državnu maturu i upisati fakultet. Od školske godine 2012./13. četvrtu godinu prodavači mogu završiti redovno i besplatno (obično u dvije godine: u prvoj polažu razliku predmeta, a u drugoj gradivo četvrtog razreda), a prije su mogli samo kroz obrazovanje odraslih. Škola postoji od 1953., a na sadašnjoj je lokaciji (dvije zgrade: Iva Vojnovića 12, Iva Vojnovića 14) od 1. prosinca 1966. Za sve smjerove upisuje se velik broj učenika (obično 30-60), a najmanje ih se upisuje za smjer prodavač (20-40).

## Vanjske poveznice
- Službena stranica